# Navantia
Navantia è una società operante nella costruzione di navi militari creata nel 2005 a seguito della separazione delle attività militari della società pubblica IZAR.

## Storia
La storia di Navantia è iniziata nel 1730 con la creazione degli arsenali militari di Ferrol, Cartagena e San Fernando, cantieri navali nei quali sono state progettate, costruite e riparate le navi dell'Armada Española.
Nel 1908 questi cantieri facevano parte della Sociedad de Construcción Naval (La Naval) alla quale appartenevano anche cantieri navali civili come Matagorda o Sestao, successivamente integrati in Astilleros Españoles S.A. (AESA).
Dopo la guerra civile spagnola, lo Stato ha preso in carico gli arsenali navali e nel 1947 è stata creata l'Empresa Nacional Bazán, che era nata come una società di costruzione navale dipendente dalla tecnologia straniera. Successivamente la Bazán ha iniziato a sviluppare progetti di navi proprie.
Nel dicembre del 2000 venne fondata la IZAR, società nata in seguito alla fusione, avvenuta nel luglio precedente, tra AESA, società che operava nel settore della cantieristica civile, e Bazán, che operava nel settore delle costruzioni navali militari.
Nel 2005 nasce Navantia, impresa pubblica di costruzioni navali militari, a seguito del processo di separazione di IZAR in due società volto a conseguire una maggiore efficienza delle imprese.

## Cantieri
Gli uffici della società sono a Madrid mentre i cantieri sono ubicati a:
- Ría de Ferrol:
  - Ferrol
  - Fene
- Vigo
- Bahía de Cádiz:
- Cadice
  - Puerto Real
  - San Fernando
- Cartagena

## Clientela
Oltre che per la propria marina nazionale, tra i clienti principali figurano, in Europa, la marina norvegese con le classi Álvaro de Bazán e Fridtjof Nansen e la marina portoghese con le classi João Coutinho e Baptista de Andrade.
Fuori Europa, in tempi moderni, ci sono la marina marocchina con le classi João Coutinho, Descubierta, Lazaga, El Khattabi, Avante, Vigilance e Rodman, la marina australiana con le classi Álvaro de Bazán, Hobart, LCM-1E e Canberra, quella turca con le classi LCM-1E, Juan Carlos I e TCG Anadolu, quella egiziana con le classi João Coutinho e Descubierta e quella argentina con la classe Mantilla.

## Progetti principali
- Fregate AEGIS
  - Classe Álvaro de Bazán
  - Classe Fridtjof Nansen
  - Classe Hobart
- Corvette
  - AEGIS Corvette
  - Multirole Corvette
- Navi d'assalto anfibio
  - LCM Amphibious Landing Crafts
  - Strategic Projection Ships
    - Juan Carlos I (L-61)
    - classe Canberra (LHD)
    - classe Galicia (LPD)
- Pattugliatori

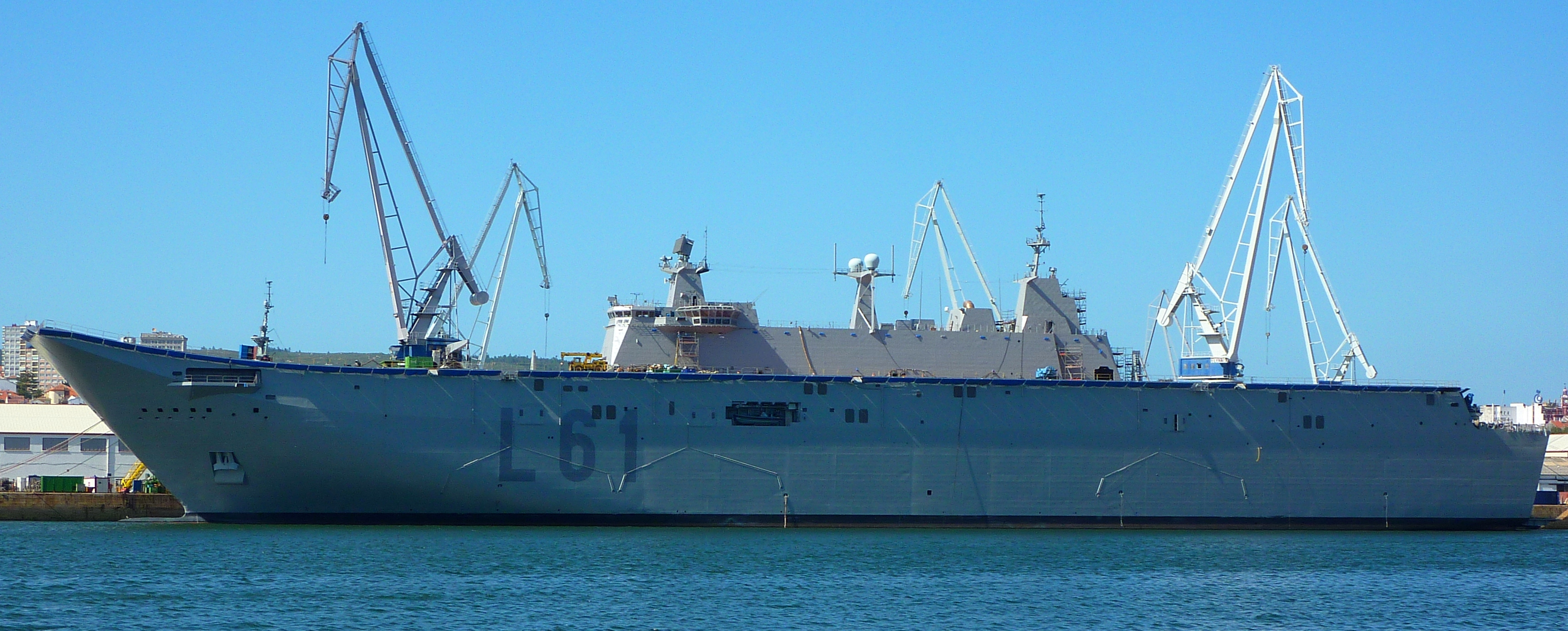
La LHD Juan Carlos I (L-61) della marina militare spagnola in fase di completamento.

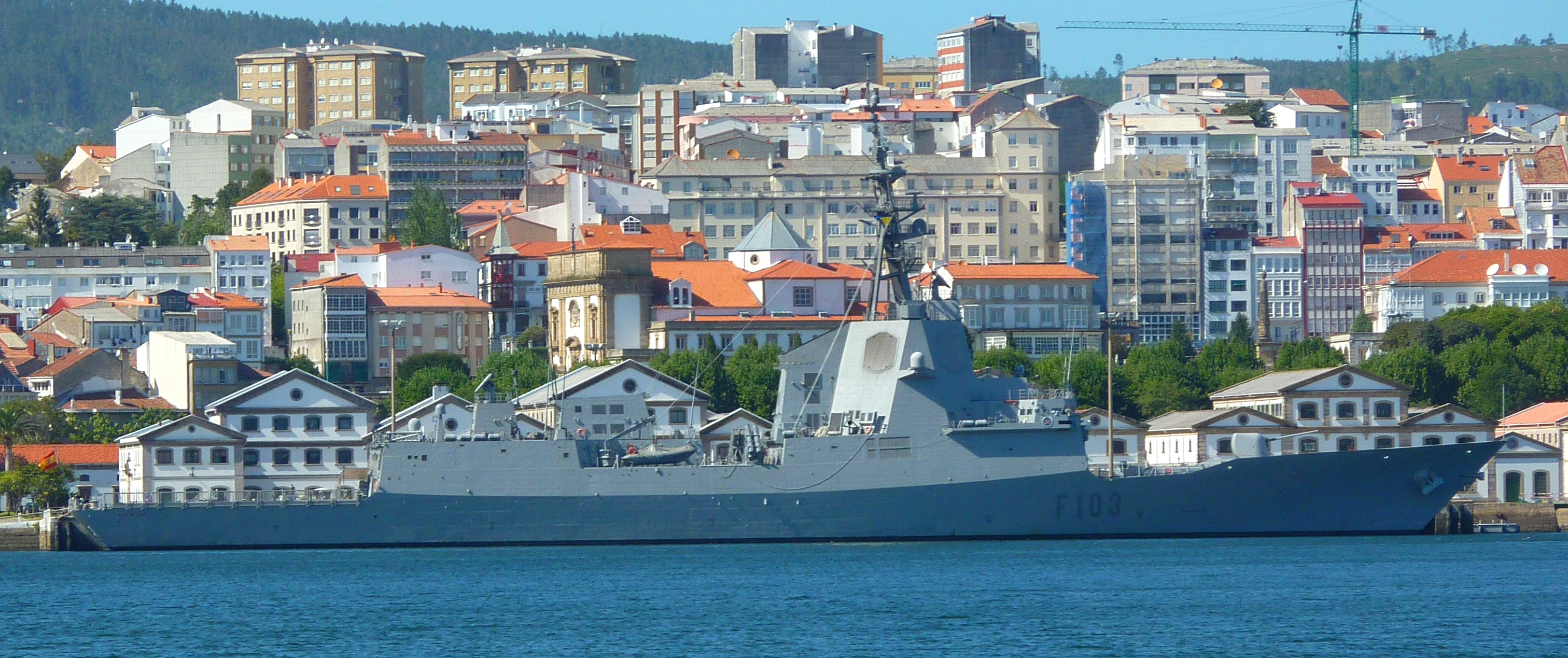
La fregata F-103 AEGIS Blas de Lezo della Marina militare spagnola nel 2009.

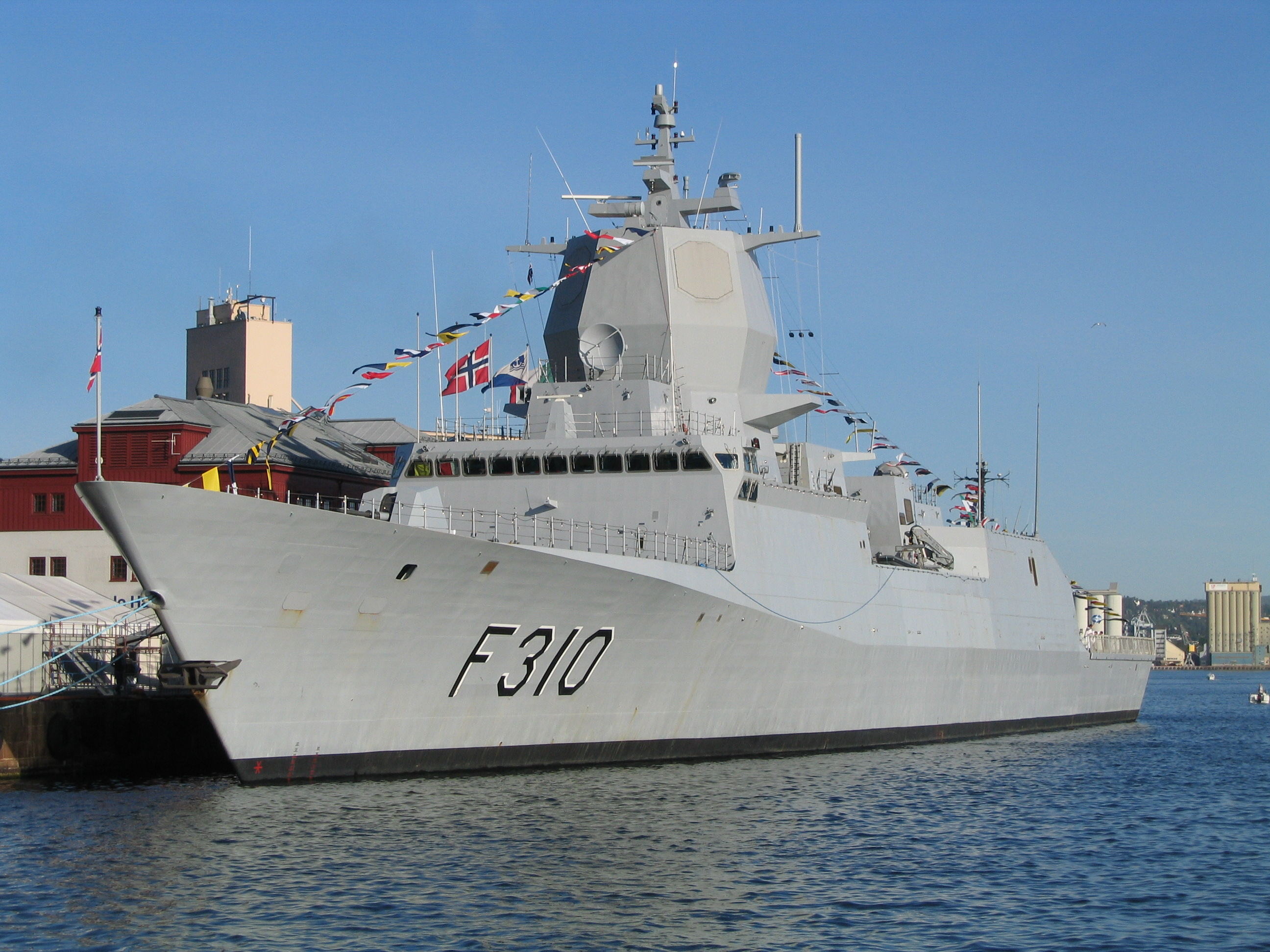
La fregata HNoMS Fridtjof Nansen della Kongelige Norske Sjøforsvaret a Oslo nel 2006.

  - Oceanic & Coast Patrol Ships (79 m, 99 m)
  - Attack Patrol Ships (44 m, 47 m, 63 m)
  - Maritime Action Ships
- Sottomarini
  - Classe S-80
- Logistic Ships
  - AOR
  - Fleet Oil Tankers
- Minehunter Ships
- Oceanographic Ships
- Combat and Control Systems
- Propulsion and  Energy Generation Systems
- Shiprepair and Conversions